# Панама (город)

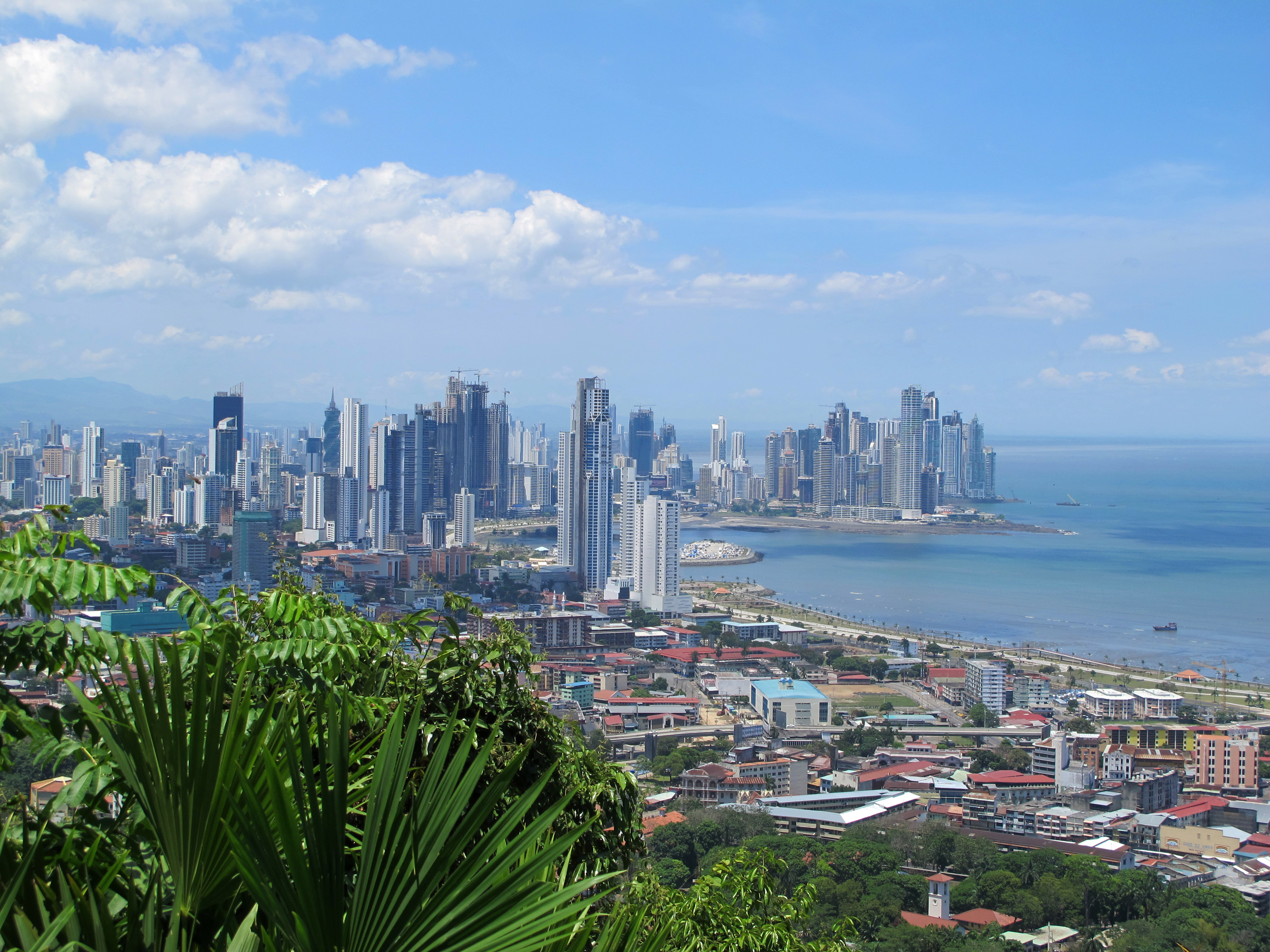

Пана́ма (исп. Panamá, Ciudad de Panamá), официально Нуэстра-Сеньора-де-ла-Асунсьон-де-Панама (исп. Nuestra Señora de la Asunción de Panamá) — столица Республики Панама с населением 1,3 млн человек с пригородами (2010), расположена у входа Панамского канала в Тихий океан. Панама — политический, административный и культурный центр страны.

## Этимология
Город основан испанцами в 1519 году на месте индейского селения с тем же названием. На языке индейцев гуарани Панама — деревня рыбаков, по другой версии — много бабочек.

## История
Город был основан 15 августа 1519, основатель Педро Ариас де Авила, также известный как Педрариас Давила. На протяжении истории важнейшую роль для города играла торговля через перешеек. Всего через несколько лет после основания город стал отправной точкой для исследования и завоевания Перу и перевалочным пунктом для отправки золота и серебра в Испанию через перешеек.

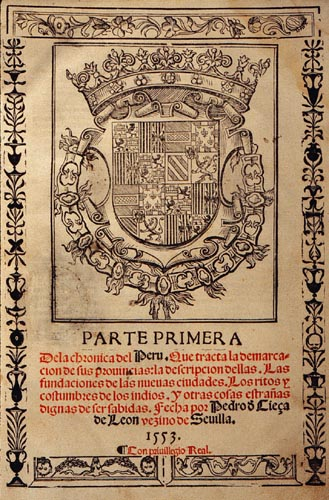
Первая часть книги «Хроника Перу», (1553).

В 1553 году в книге «Хроника Перу» Сьеса де Леона приведены детальные сведения об основании города и особенностях его расположения:

Скажу же, что город Панама заложен у самого Южного моря, и в 18 лигах от Номбре-де-Диос, заселённого у Северного моря. Имея небольшое закругление [морского побережья], где он основан, из-за топи (palude) или лагуны, которая с одной стороны граничит с ним, за вредные испарения, выходящие из этой лагуны, он считается нездоровым.

Он спроектирован и сооружён с востока на запад, таким образом, что никто не смог пройти по улице, из-за идущего [по небосклону] солнцу, так как оно не создавало никакой тени. И ощущалось это настолько [существенно], поскольку жара стояла сильнейшая, а солнце такое нездоровое, что если человек привык ходить по улице, пусть и несколько часов, он заболевал настолько, что умирал, а случалось такое со многими. В полулиге от моря были хорошие, здоровые места, где могли бы начать заселение этого города. Но так как на дома цены стоят высокие, потому возвести их стоит дорого; хоть наблюдается заметный ущерб, получаемый всеми от проживания в таком неблагополучном месте, никто не переселился, и в особенности потому, что старые завоеватели (конкистадоры) уже все мертвы, а нынешние жители — торговцы, не помышляющие оставаться в нём надолго, до тех пор, пока не разбогатеют. И так одних сменяют другие; и мало кто или никто не смотрит за общественным благом. Около этого города протекает река, что берёт начало в горах. Есть также много районов с протекающими в них реками, в некоторых из них испанцы разместили свои имения (эстансии) и «грантарии» — сельскохозяйственные усадьбы, — и где выращивали многие испанские растения, такие как: апельсины, цитроны, фиговые деревья [инжир]. Кроме этого есть другие плоды земли, как то: душистые ананасы, гуайява, хризофиллум (caimito), авокадо (aguacate), и прочие плоды, что даёт почва той земли. Для полей есть значительные стада коров, ибо земля пригодна для их выращивания. Реки приносят много золота. И потому место, на котором основан этот город, приносит много прибылей. Он хорошо снабжается продуктами, обеспечен всякими закусками из обоих морей, я говорю об обоих морях, имея в виду Северное, откуда приходят корабли из Испании в Номбре-де-Диос, и Южное море откуда из Панамы плывут во все порты Перу. На границах этого города не произрастает ни пшеница, ни ячмень.— Педро де Сьеса де Леон. Хроника Перу. Часть Первая. Глава вторая.
В 1671 году Генри Морган с командой из 1400 человек осадил и разграбил город, который был после этого уничтожен пожаром. Руины старого города сохранились до сих пор, они популярны среди туристов и называются Панама-ла-Вьеха (Panamá la Vieja). Город был отстроен в 1673 году на новом месте в семи километрах к юго-западу от первоначального города. Это место сейчас известно как Каско-Вьехо.
Открытие золота в Калифорнии в 1848 году привело к росту числа путешествующих через перешеек к западному побережью Северной Америки. За год до открытия золота была образована Панамская железнодорожная компания, но железнодорожное сообщение открылось только в 1855 году. Между 1848 и 1869 годами около 375 000 человек пересекли перешеек от Атлантического к Тихому океану и 225 000 человек в обратном направлении. Это движение значительно улучшило благосостояние города в тот период.
Строительство Панамского канала принесло большую пользу инфраструктуре города. Бо́льшая часть рабочих для строительства была привезена с Карибских островов, что создало беспрецедентные расовые и социальные трения в городе.
Во время Второй мировой войны здесь были построены военные базы США. Из-за американского присутствия до конца 1960-х годов панамцы имели ограниченный доступ или вообще не имели доступа во многие зоны Панамского канала рядом с городом.
С конца 1970-х и в 1980-е город Панама стал международным банковским центром, в том числе центром по незаконному отмыванию денег. В 1989 году президент США Джордж Буш-старший отдал приказ о вторжении в Панаму для свержения её лидера генерала Мануэля Антонио Норьеги. В результате этой агрессии целый квартал Панамы, состоящий из частично деревянных строений 1900-х годов, был уничтожен пожарами.
В настоящее время Панама остаётся банковским центром. Бальбоа — район расположенный в пределах метрополии Большой Панамы, раньше был частью Зоны Панамского канала, и фактически штаб администрации бывшей Зоны Панамского канала был расположен там.

## География и климат

### Природные достопримечательности
Прибрежные воды города загрязнены и купаться там не разрешается. Тем не менее, поблизости имеются пляжи. Ближайший комплекс Playa Bonita, сразу за городом, попасть на него можно переехав через Панамский канал по мосту Двух Америк. Также стоит отметить остров Табога (Isla Taboga), до которого можно добраться на пароме от Calzada de Amador за 45 минут.
На тихоокеанской и карибской стороне имеется ещё множество пляжей, преимущество Панамы в том, что там можно искупаться сразу в двух океанах, дорога между которыми займёт всего несколько часов. В пределах 30-60 минут перелёта доступны острова как в Тихом океане (Archipelago Las Perlas), как и в Карибском море (Bocas del Toro, San Blas) с пляжами в стиле баунти. В последние годы построено много гостиниц на пляже.
Природа Панамы схожа с природой Коста-Рики. В городе имеется обширный парк Parque Natural Metropolitano, в который трудно добраться без автотранспорта. На насыпной дороге расположился аквариум Centro de Exhibiciones Marinas.
Вдоль западной стороны канала находится Национальный парк Соберания (Parque Nacional Soberania). По пути туда можно посетить обширные ботанические сады и зоопарк.

### Климат
Климат Панамы субэкваториальный. Для города характерен длинный влажный сезон, который длится с апреля по декабрь включительно и короткий сухой сезон с января по март, когда осадки редки, хотя всё же бывают. Так как Панама находится всё же немного севернее экватора, то во влажном сезоне есть два максимума в июне и октябре, а в июле-августе наблюдается вторичный минимум, когда Солнце уходит дальше, чем широта Панамы, на север. Среднемесячная температура почти не меняется, круглый год колеблется от 26 до 28 °C. Жарко и душно круглый год, среднемесячные максимумы не опускаются ниже 32 °C, а в апреле поднимаются до 36 °C.
| Показатель                                        | Янв. | Фев. | Март | Апр. | Май  | Июнь | Июль | Авг. | Сен. | Окт. | Нояб. | Дек. | Год   |
| ------------------------------------------------- | ---- | ---- | ---- | ---- | ---- | ---- | ---- | ---- | ---- | ---- | ----- | ---- | ----- |
| Средний суточный максимум, °C                     | 33,4 | 34,2 | 34,8 | 35,4 | 34,5 | 33,8 | 33,9 | 33,9 | 32,9 | 32,6 | 32,9  | 33,3 | 33,8  |
| Средняя температура, °C                           | 26   | 26,3 | 26,6 | 27,5 | 27,8 | 27,6 | 27,5 | 27,4 | 27   | 26,7 | 26,6  | 26,3 | 26,94 |
| Средний суточный минимум, °C                      | 18,5 | 18,4 | 18,4 | 19,5 | 21,1 | 21,3 | 21   | 20,9 | 21   | 20,8 | 20,3  | 19,2 | 20    |
| Норма осадков, мм                                 | 29   | 10   | 13   | 65   | 225  | 235  | 169  | 220  | 254  | 331  | 252   | 105  | 1907  |
| Источник: Всемирная метеорологическая организация |      |      |      |      |      |      |      |      |      |      |       |      |       |

## Население

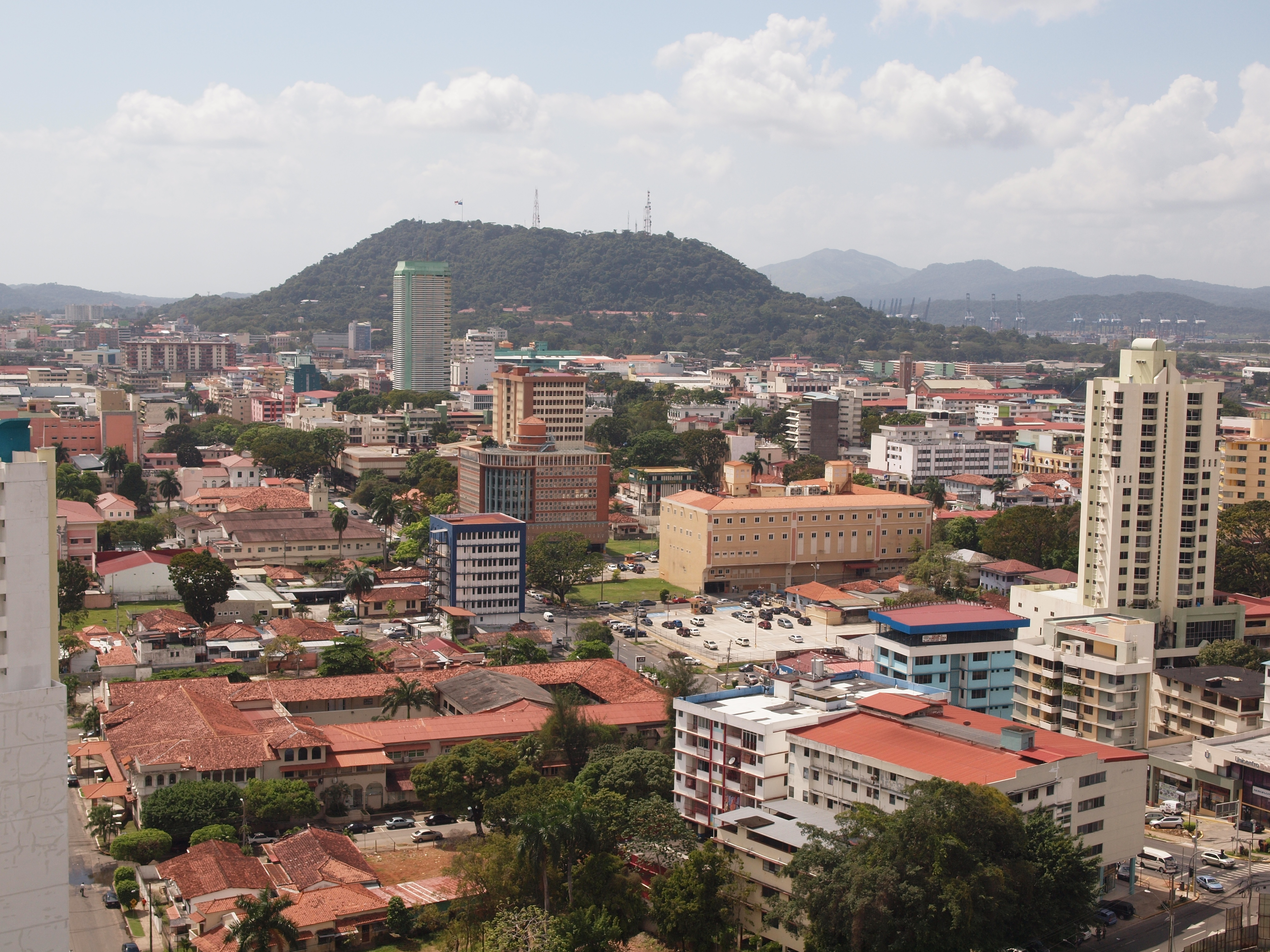
Один из районов города

Панама является чрезвычайно космополитичным городом даже по меркам Латинской Америки. Значительную (и беднейшую) часть населения города составляют потомки чернокожих африканцев, горожане испанского происхождения традиционно составляют местную экономическую и политическую элиту. В последние десятилетия город испытывает наплыв индейской бедноты из сельских районов как Панамы, так и прилегающих стран. Большое количество мулатов, проживающих в городе, обычно относятся к среднему классу. Также в Панаме проживает множество выходцев из Европы и особенно из США, среди которых много пенсионеров. Имеется большая китайская диаспора, растёт численность выходцев из арабских стран и Индии.

## Экономика

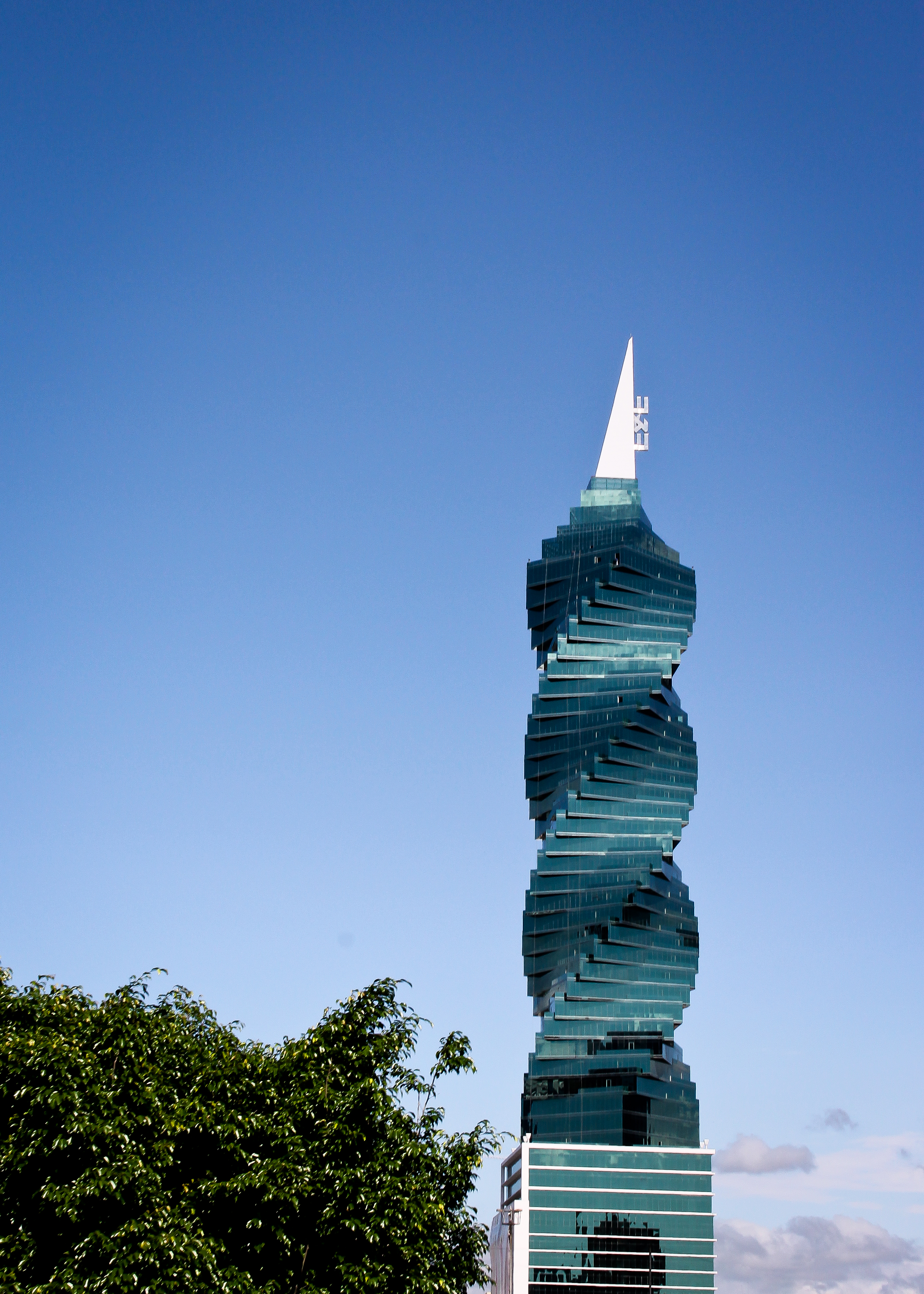
F&F Tower — символ строительного бума последних лет

Панама обладает высокоразвитой экономикой, опирающейся, прежде всего, на транспорт, сферу услуг, банковский сектор и строительство и продажу недвижимости. Главным источником благосостояния города является Панамский канал, одна из главных мировых транспортных артерий.
Город создаёт около 55 % всего ВВП страны, являясь местом размещения всех основных панамских компаний и представительств международных корпораций. Мировой финансовый кризис последних лет привёл к некоторому спаду цен на недвижимость, но, в отличие от многих других стран региона, не остановил поступательного развития местной экономики.
Туризм составляет всё более важную часть городской экономики, привлекая в город операторов крупнейших международных гостиничных и ресторанных сетей. В 2008 году Панама заняла второе место в мире без учёта США по заполняемости гостиниц. Первое место — Перт, третье — Дубай.

## Транспорт
Международный аэропорт Токумен (IATA: PTY, ICAO: MPTO), расположенный в 24 километрах к востоку от центра города, обслуживает около 5 млн пассажиров ежегодно (2010). Регулярные рейсы осуществляются в десятки городов США, Канады и Латинской Америки, а также в Мадрид и Амстердам.
В городе имеется также аэропорт им. Маркоса Хелаберта (Aeropuerto Internacional Marcos A. Gelabert; IATA: PAC, ICAO: MPMG), также известный как аэропорт Олбрук (Albrook), для внутрипанамских рейсов. Он расположен недалеко от центра города, на территории бывшей Зоны Панамского канала.
С 2014 года для пассажирских рейсов используется созданный на месте бывшей американской военной авиабазы Международный аэропорт Panama Pacifico.

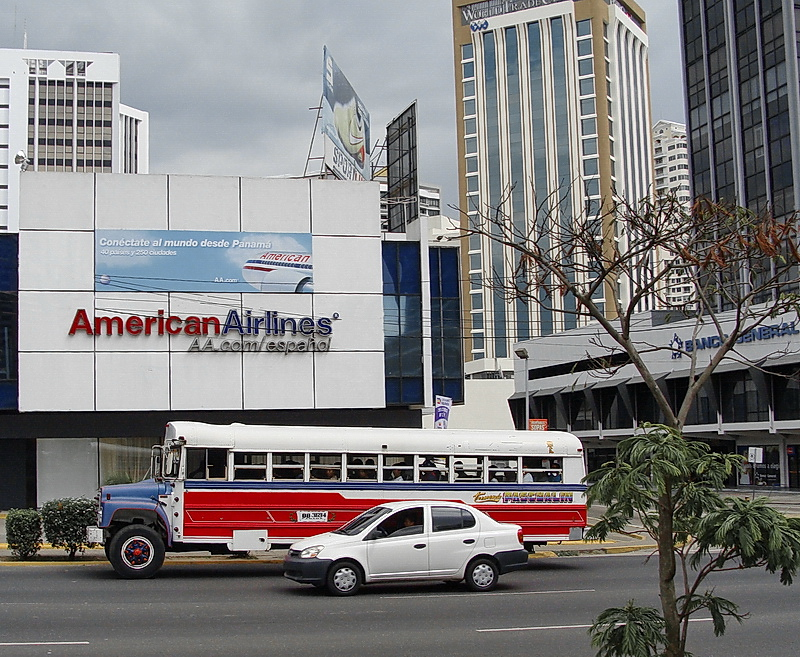
Diablos rojos — панамская маршрутка

Пассажирский порт Панамы ежегодно обслуживает множество круизных судов, следующих через Канал.
Через город проходит Панамериканское шоссе. Междугородный автовокзал находится в пригороде Анкон (Ancón), автобусы достаточно комфортабельны и оборудованы кондиционерами.
Панама связана с Колоном железнодорожной линией, идущей вдоль Канала. Пассажирский поезд ходит по ней раз в день, используется, в основном, туристами.
Основой общественного транспорта города около 40 лет до 2011—2013 годов являлись частные автобусы (маршрутки). В большинстве своём они представляли собой бывшие школьные автобусы из Флориды, перекрашенные в красный цвет. В силу своей окраски и манеры вождения они получили прозвище diablos rojos (красные дьяволы). В 2011—2013 годах со вводом в действие современной муниципальной автобусной системы, «красные черти» были полностью удалены из города.
Движение муниципальных автобусов ведётся компанией MiBus. В целях обеспечения безопасности движения все автобусы лично освящены архиепископом Панамским Хосе Доминго Уйоа.
Также жители широко используют такси. Поездка по городу стоит, как правило, менее 3 долларов США, в аэропорт и из него 30 долларов.
В декабре 2010 года началось строительство метро. На осуществление проекта, который реализует консорциум в составе мексиканской, бразильской, испанской, итальянской и японской компаний, потребовались инвестиции в размере 1,8 млрд долларов. Открытие первой ветки (14 километров, 13 станций) состоялось 5 апреля 2014 года. Это первое в Центральной Америке метро, введение в строй которого позволило столице значительно разгрузить наземный транспорт, который не справляется с потоком пассажиров. В часы пик в городе с населением 1,3 млн человек постоянно возникают автомобильные пробки.

## Изображения

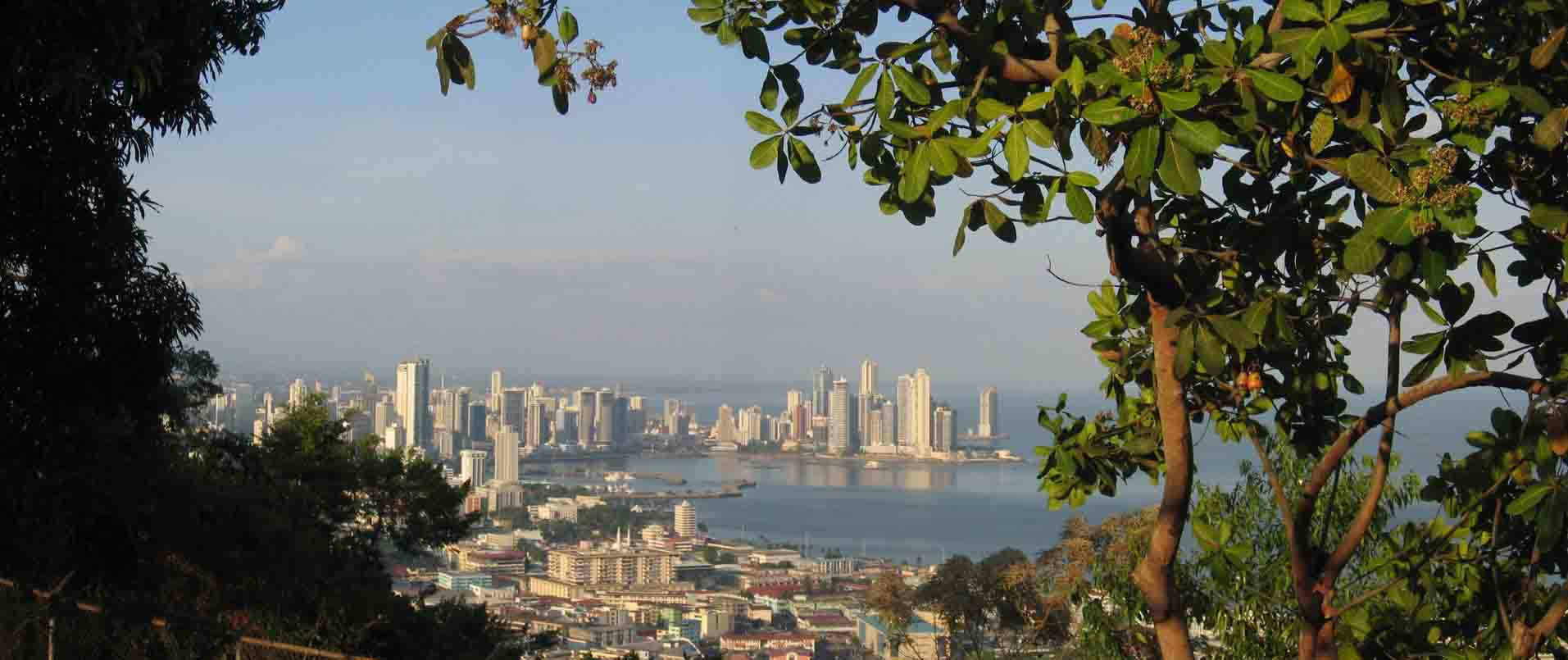
Вид на Панаму с холма Серро-Анкон
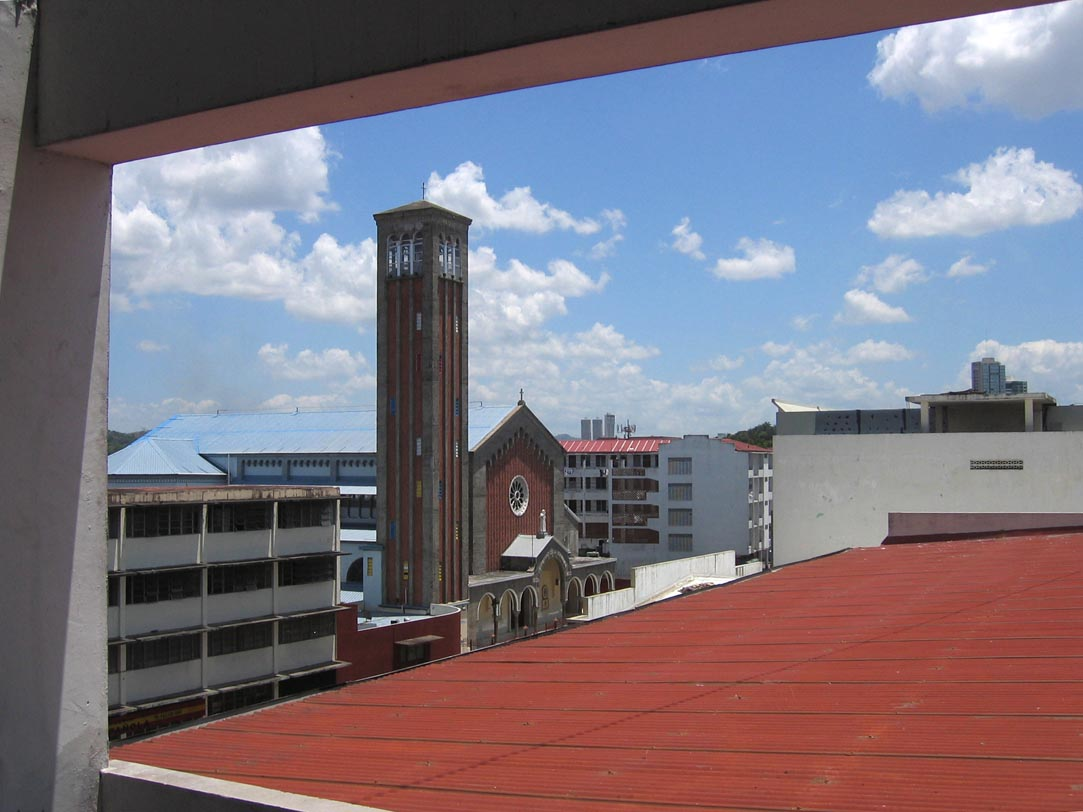
Колокольня церкви Св. Иоанна Боско
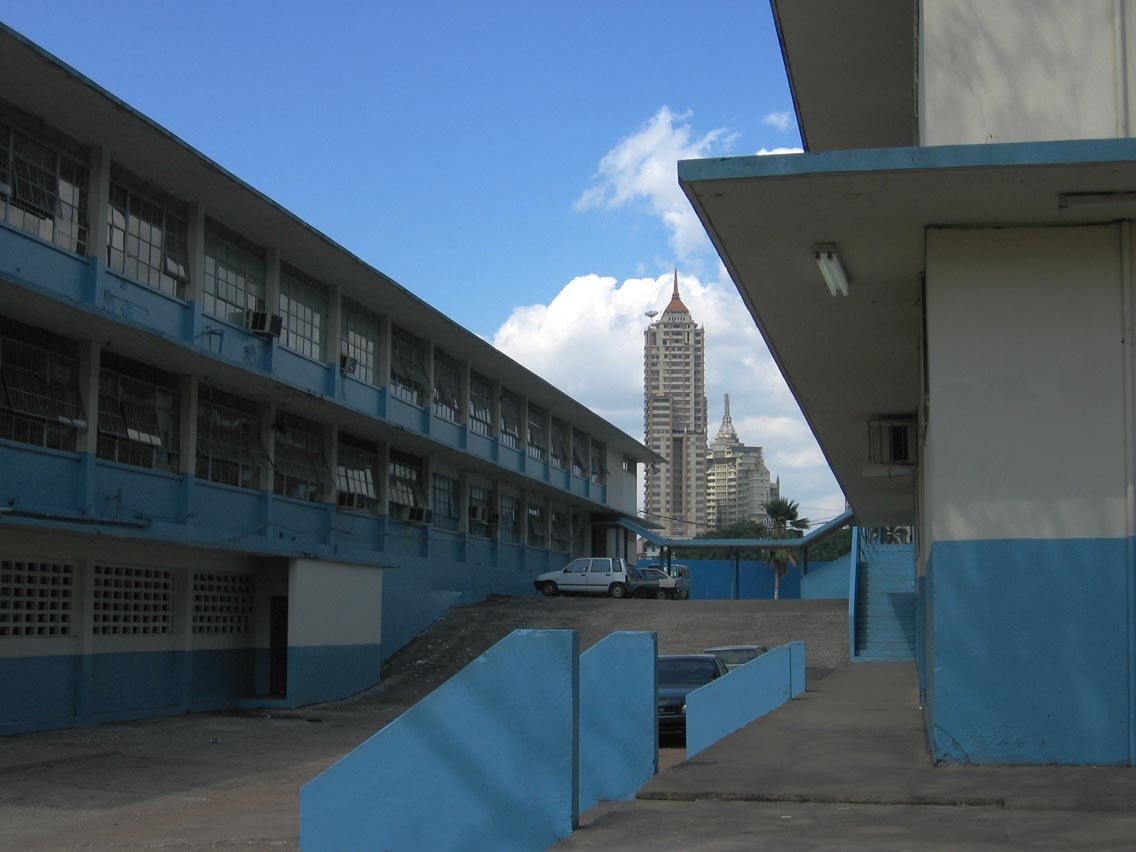
Вид со стороны университета
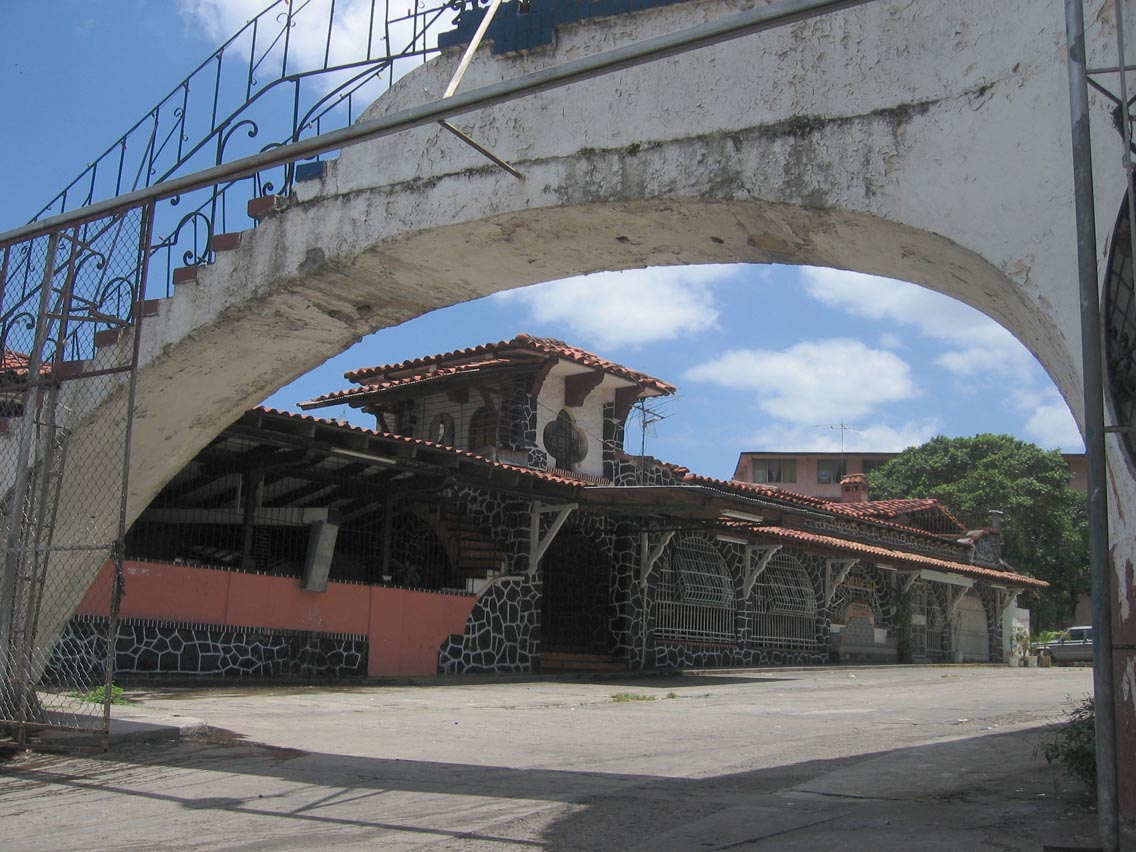
Касо-Вьехо
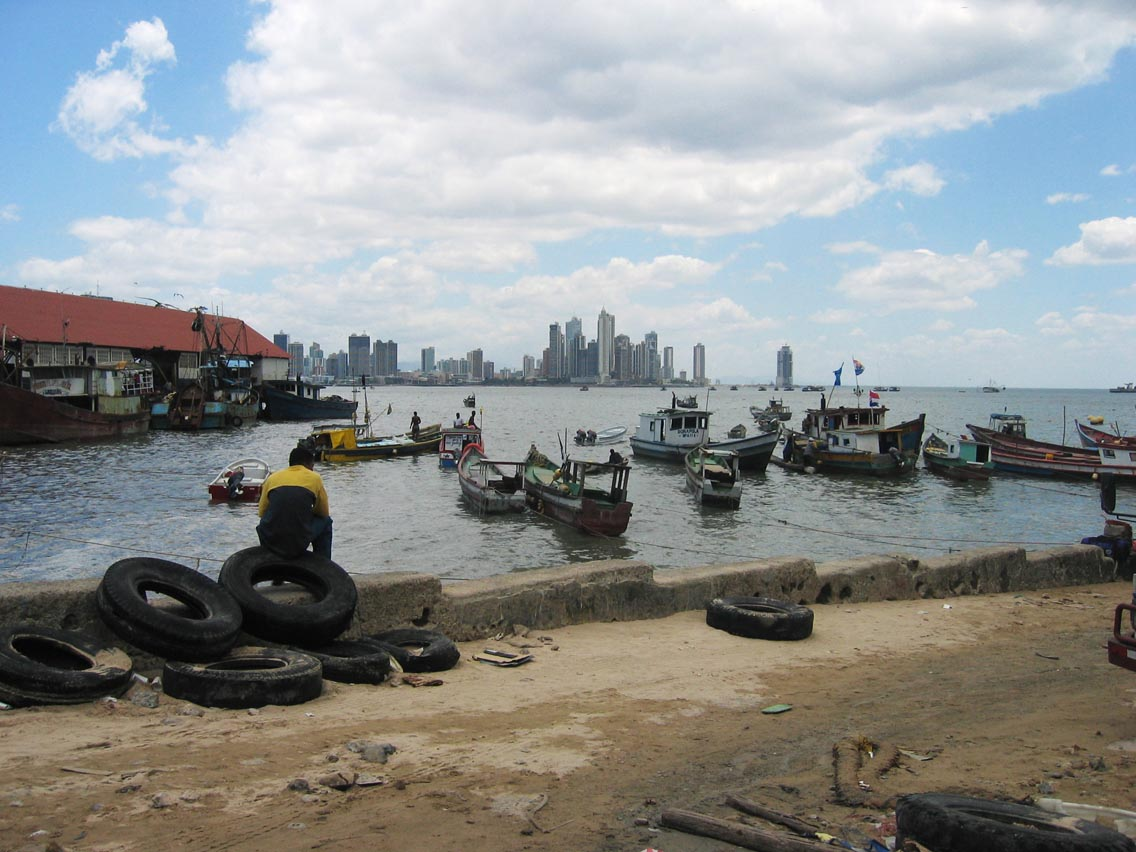
Вид на город со стороны старой гавани
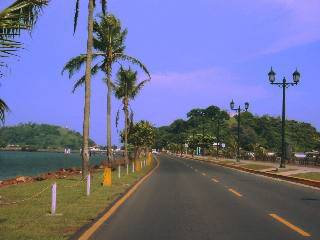
Насыпная дорога, соединяющая острова Наос, Перико и Фламенго с континентом.
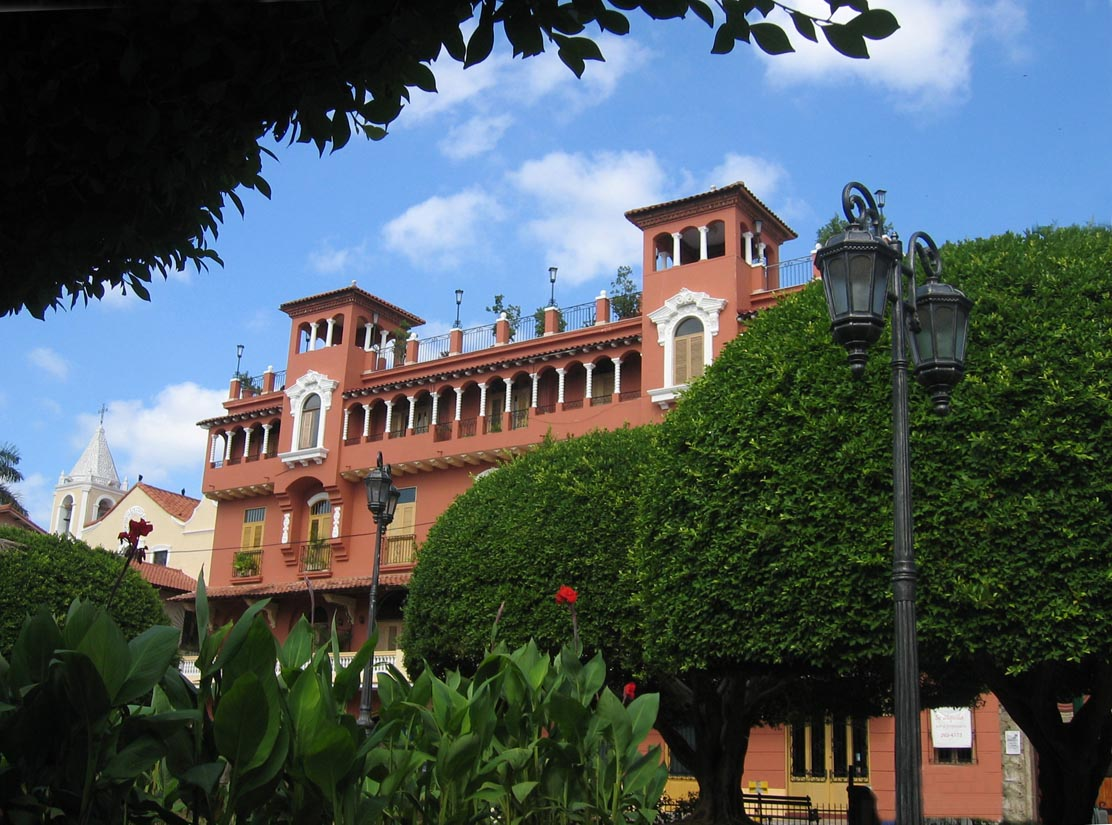
Площадь в Каско-Вьехо
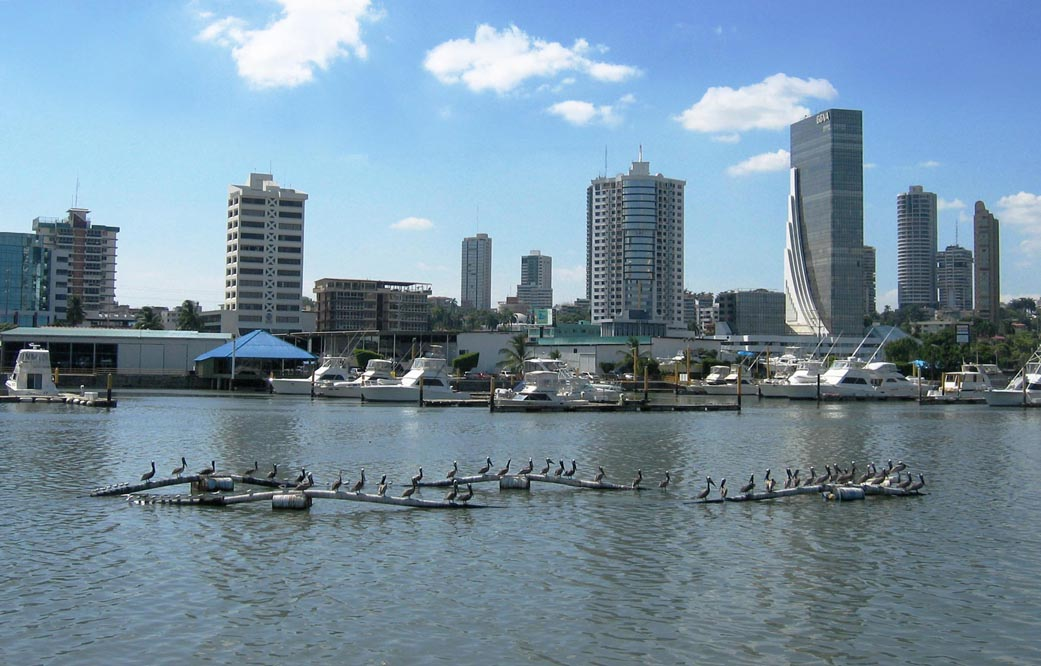
Вид на нижний город с яхт-клуба
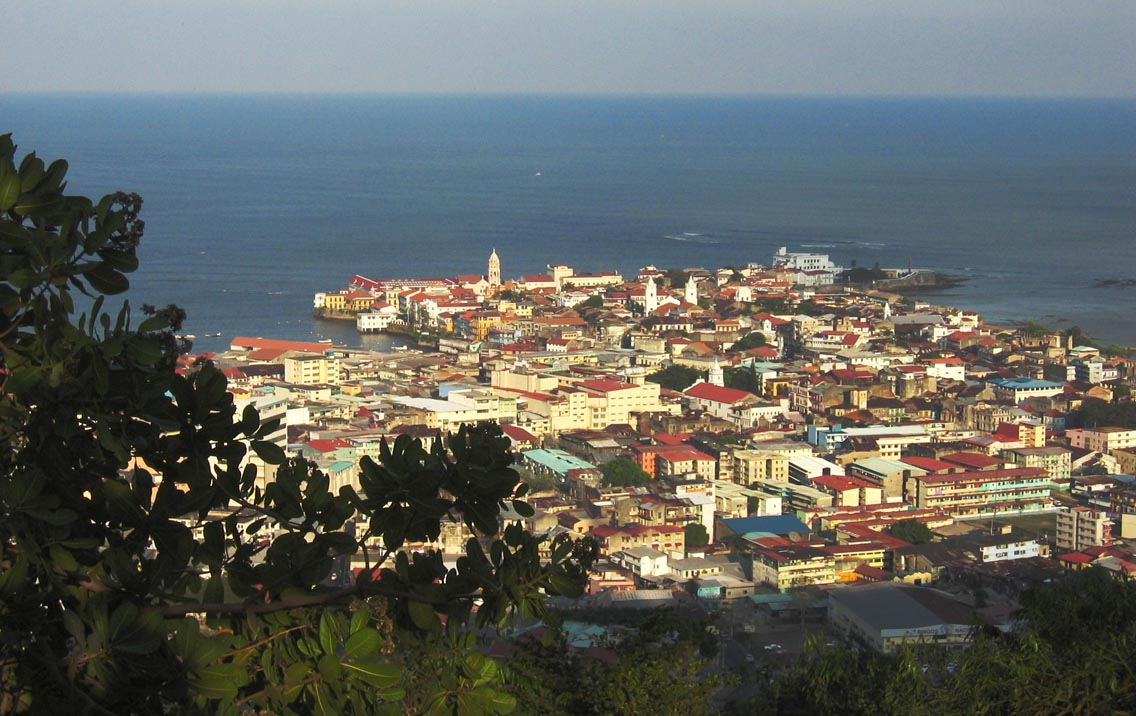
Каско-Вьехо
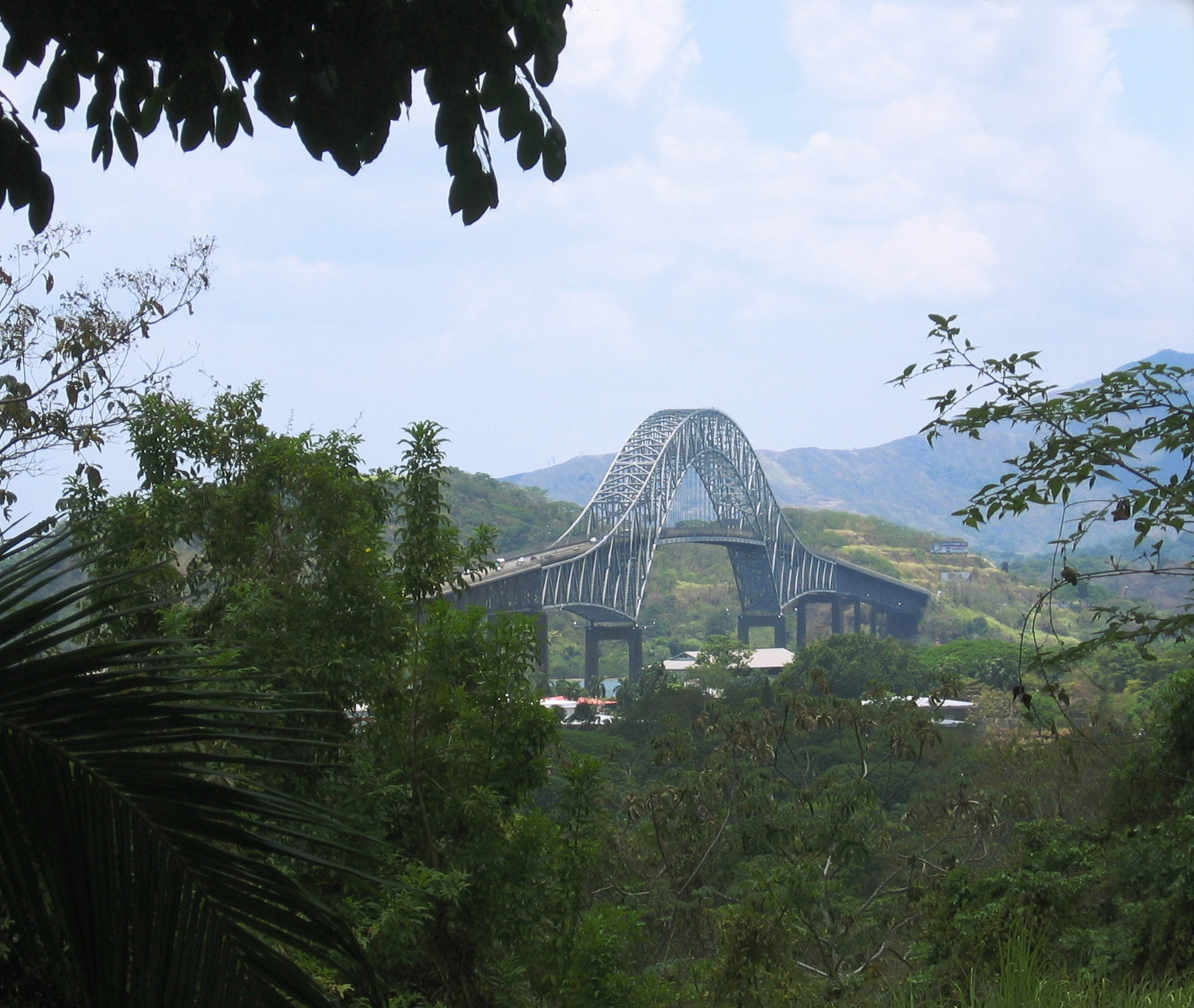
Мост двух Америк через Панамский канал.
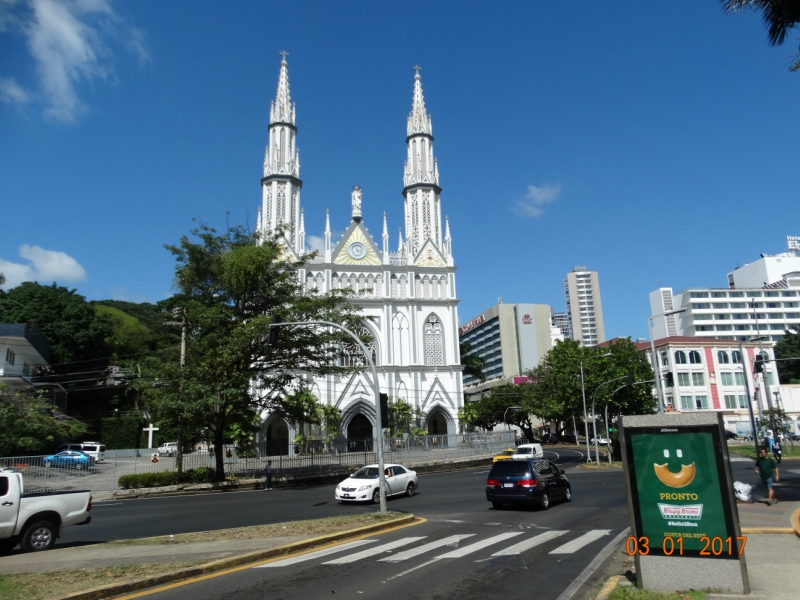
Церковь Богоматери Кармельской
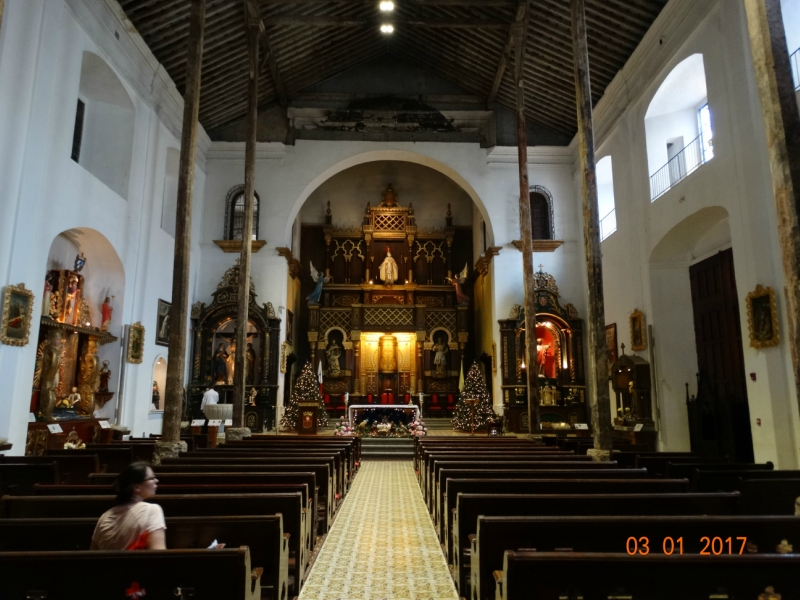
Интерьер церкви Милосердия
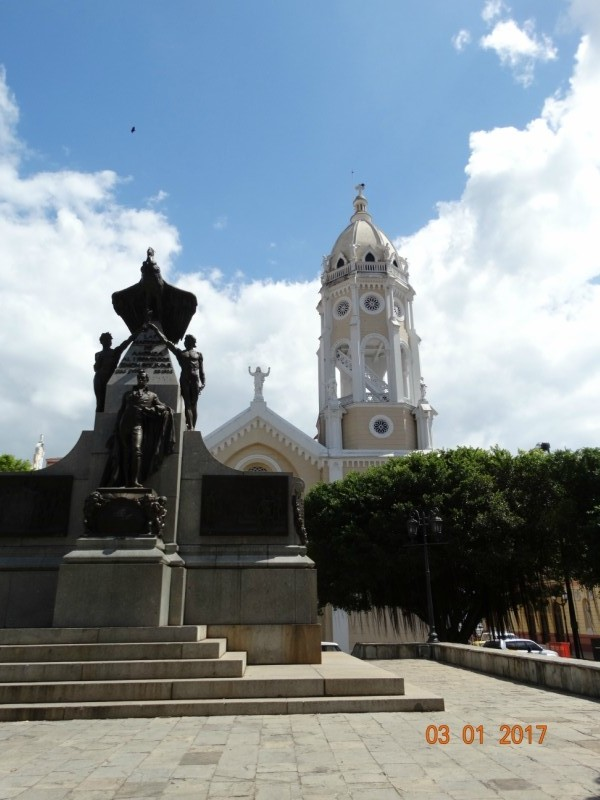
Площадь Боливара
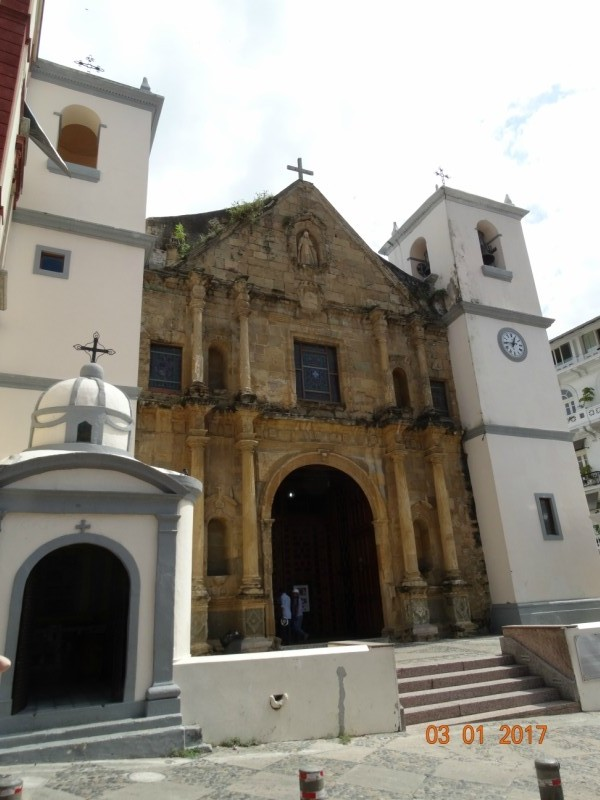
Церковь Милосердия
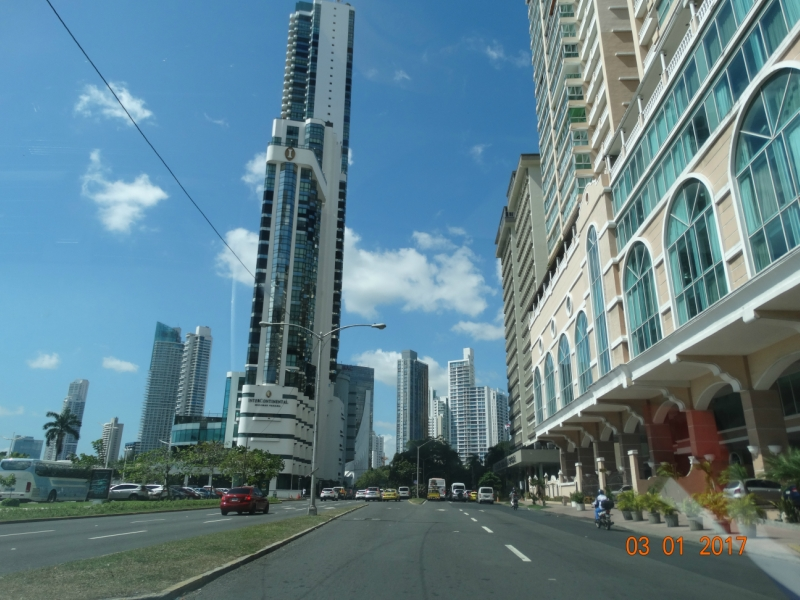
На набережной
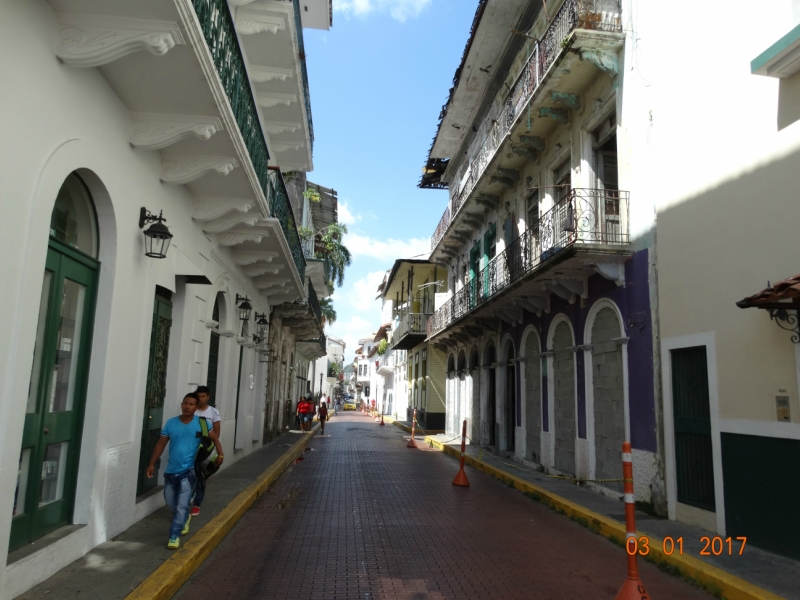
Улица в старом городе